# Diantimon trioxide
Diantimon trioxide là một hợp chất vô cơ có công thức hóa học được quy định là Sb2O3. Nó là hợp chất thương mại quan trọng nhất của nguyên tố antimon. Hợp chất này thường được tìm thấy trong tự nhiên dưới dạng khoáng chất valentine và senarmontit. Giống như hầu hết các Oxide polyme, Sb2O3 hòa tan trong dung dịch nước với thủy phân.

## Sử dụng
Mức tiêu thụ điantimon triOxide hàng năm ở Hoa Kỳ và châu Âu lần lượt là 10.000 và 25.000 tấn. Ứng dụng chính của hợp chất này là dùng làm chất tổng hợp chậm cháy kết hợp với các chất halogen hóa. Sự kết hợp của halide và antimon là chìa khóa dẫn đến việc làm chậm cháy các polyme, giúp tạo ra các chất than ít dễ cháy. Chất chống cháy tương tự được tìm thấy trong các thiết bị điện, sản phẩm dệt, da, và chất phủ.

## An toàn
Điantimon triOxide bị nghi ngờ có khả năng gây ung thư cho con người. Chỉ số TLV của nó là 0,5 mg / m³, như đối với hầu hết các hợp chất khác có cùng nguyên tố thành phần có chứa nguyên tố antimon.
Không có mối nguy hiểm nào đến sức khoẻ con người được xác định từ hợp chất điantimon triOxide và không có rủi ro đối với sức khoẻ con người và môi trường được xác định từ việc sản xuất và sử dụng điantimon triOxide trong cuộc sống hàng ngày.